# Осовська сільська рада (Городницький район)
Осовська сільська рада — колишня адміністративно-територіальна одиниця та орган місцевого самоврядування у Городницькому районі Волинської і Коростенської округ, Київської та Житомирської областей Української РСР з адміністративним центром у селі Осова.

## Населені пункти
Сільській раді на час ліквідації були підпорядковані населені пункти:
- с. Осова

## Населення
Кількість населення ради, станом на 1923 рік, становила 1 019 осіб, кількість дворів — 170.
Кількість населення сільської ради, станом на 1924 рік, становила 1 020 осіб.

## Історія та адміністративний устрій
Створена 1923 року в складі хуторів Білошиця, Липник та Осова Сербівської волості Новоград-Волинського повіту Волинської губернії. 7 березня 1923 року увійшла до складу новоствореного Городницького району Житомирської (згодом — Волинська) округи. У 1941 році х. Липник переданий до складу Липинської сільської ради Городницького району.
Станом на 1 вересня 1946 року сільська рада входила до складу Городницького району Житомирської області, на обліку в раді перебувало с. Осова.
З 1954 року х. Білошиця не значиться на обліку населених пунктів.
Ліквідована 11 серпня 1954 року, відповідно до указу Президії Верховної ради Української РСР «Про укрупнення сільських рад по Житомирській області», територію ради та с. Осова приєднано до складу Великоцвілянської сільської ради Городницького району Житомирської області.